# Mieres
Mieres ist eine Gemeinde in der autonomen Region Asturien im Norden Spaniens.

## Lage
Im Norden begrenzt von Ribera de Arriba, Oviedo und Langreo, im Süden von Lena und Aller im Westen von Morcín und Riosa im Osten von San Martín del Rey Aurelio und Laviana. Mieres liegt am Fluss Caudal.

## Parroquias
Die Gemeinde ist in 16 Parroquias unterteilt:
| - Baíña - Figaredo (Figareo) - Gallegos (Asturien) (Gal.legos) - Loredo (Lloreo) - Mieres del Camino (Mieres del Camín) - La Peña - La Pereda - La Rebollá | - Santa Cruz - Santa Rosa - Santullano (Santuyano) - Turón - Urbiés - Ujo (Uxo) - Seana (Siana) - Valdecuna (Cuna) |

## Geschichte
Einige, wenige Funde bestätigen eine menschliche Besiedelung während der Besetzung durch die Römer. Das wichtigste Schriftstück aus dieser Zeit ist das Schreiben eines Lucius Corona Severus (Soldat) der Legio VII Gemina, welches im Archäologischen Museum in Oviedo ausgestellt ist.
857 stiftete König Ordoño I. während eines Aufenthaltes eine Kirche.

## Kultur und Sehenswürdigkeiten
- (Kloster) Santuario de los Mártires in Valdecuna
- (Stadtpalast) Palacio de Arriba
- Palacio de Abajo in Cenera
- Stadthaus Casa Duró
- Palacio de los Marqueses de Camposagrado

## Wirtschaft
| TOTAL | 11.679 | 100   |
| Ackerbau, Viehzucht und Fischerei                                                                              | 123    | 1,05  |
| Industrie | 2.731  | 23,38 |
| Bauwirtschaft                                                                                                  | 960    | 8,22  |
| Dienstleistungsbetriebe                                                                                        | 7.865  | 67,34 |
| * Daten aus dem Statistischen Amt für Wirtschaftliche Entwicklung in Asturien, Stand 2009 (PDF; 109 kB), SADEI |        |       |

## Politik
| Historische Entwicklung der Sitzverteilung im Gemeinderat von Mieres | Historische Entwicklung der Sitzverteilung im Gemeinderat von Mieres | Historische Entwicklung der Sitzverteilung im Gemeinderat von Mieres | Historische Entwicklung der Sitzverteilung im Gemeinderat von Mieres | Historische Entwicklung der Sitzverteilung im Gemeinderat von Mieres | Historische Entwicklung der Sitzverteilung im Gemeinderat von Mieres | Historische Entwicklung der Sitzverteilung im Gemeinderat von Mieres | Historische Entwicklung der Sitzverteilung im Gemeinderat von Mieres | Historische Entwicklung der Sitzverteilung im Gemeinderat von Mieres | Historische Entwicklung der Sitzverteilung im Gemeinderat von Mieres | Historische Entwicklung der Sitzverteilung im Gemeinderat von Mieres |
| Partei                                                               | 1979                                                                 | 1983                                                                 | 1987                                                                 | 1991                                                                 | 1995                                                                 | 1999                                                                 | 2003                                                                 | 2007                                                                 | 2011                                                                 | 2015                                                                 |
| -------------------------------------------------------------------- | -------------------------------------------------------------------- | -------------------------------------------------------------------- | -------------------------------------------------------------------- | -------------------------------------------------------------------- | -------------------------------------------------------------------- | -------------------------------------------------------------------- | -------------------------------------------------------------------- | -------------------------------------------------------------------- | -------------------------------------------------------------------- | -------------------------------------------------------------------- |
| PCE / IU / IU-BA / IU-Los Verdes                                     | 9                                                                    | 7                                                                    | 7                                                                    | 6                                                                    | 9                                                                    | 7                                                                    | 6                                                                    | 5                                                                    | 10                                                                   | 12                                                                   |
| PSOE                                                                 | 10                                                                   | 14                                                                   | 10                                                                   | 11                                                                   | 9                                                                    | 11                                                                   | 8                                                                    | 9                                                                    | 5                                                                    | 4                                                                    |
| CD / AP / PP                                                         | 1                                                                    | 4                                                                    | 4                                                                    | 5                                                                    | 7                                                                    | 7                                                                    | 7                                                                    | 7                                                                    | 4                                                                    | 3                                                                    |
| FAC                                                                  |                                                                      |                                                                      |                                                                      |                                                                      |                                                                      |                                                                      |                                                                      |                                                                      | 2                                                                    |                                                                      |
| MCE / MCA                                                            | 1                                                                    |                                                                      |                                                                      |                                                                      |                                                                      |                                                                      |                                                                      |                                                                      |                                                                      |                                                                      |
| UCD / CDS                                                            | 4                                                                    |                                                                      | 4                                                                    | 2                                                                    |                                                                      |                                                                      |                                                                      |                                                                      |                                                                      |                                                                      |
| DDM                                                                  |                                                                      |                                                                      |                                                                      | 1                                                                    |                                                                      |                                                                      |                                                                      |                                                                      |                                                                      |                                                                      |
| Somos Mieres                                                         |                                                                      |                                                                      |                                                                      |                                                                      |                                                                      |                                                                      |                                                                      |                                                                      |                                                                      | 2                                                                    |
| Total                                                                | 25                                                                   | 25                                                                   | 25                                                                   | 25                                                                   | 25                                                                   | 25                                                                   | 21                                                                   | 21                                                                   | 21                                                                   | 21                                                                   |

## Söhne und Töchter der Stadt
- Víctor Manuel, Musiker

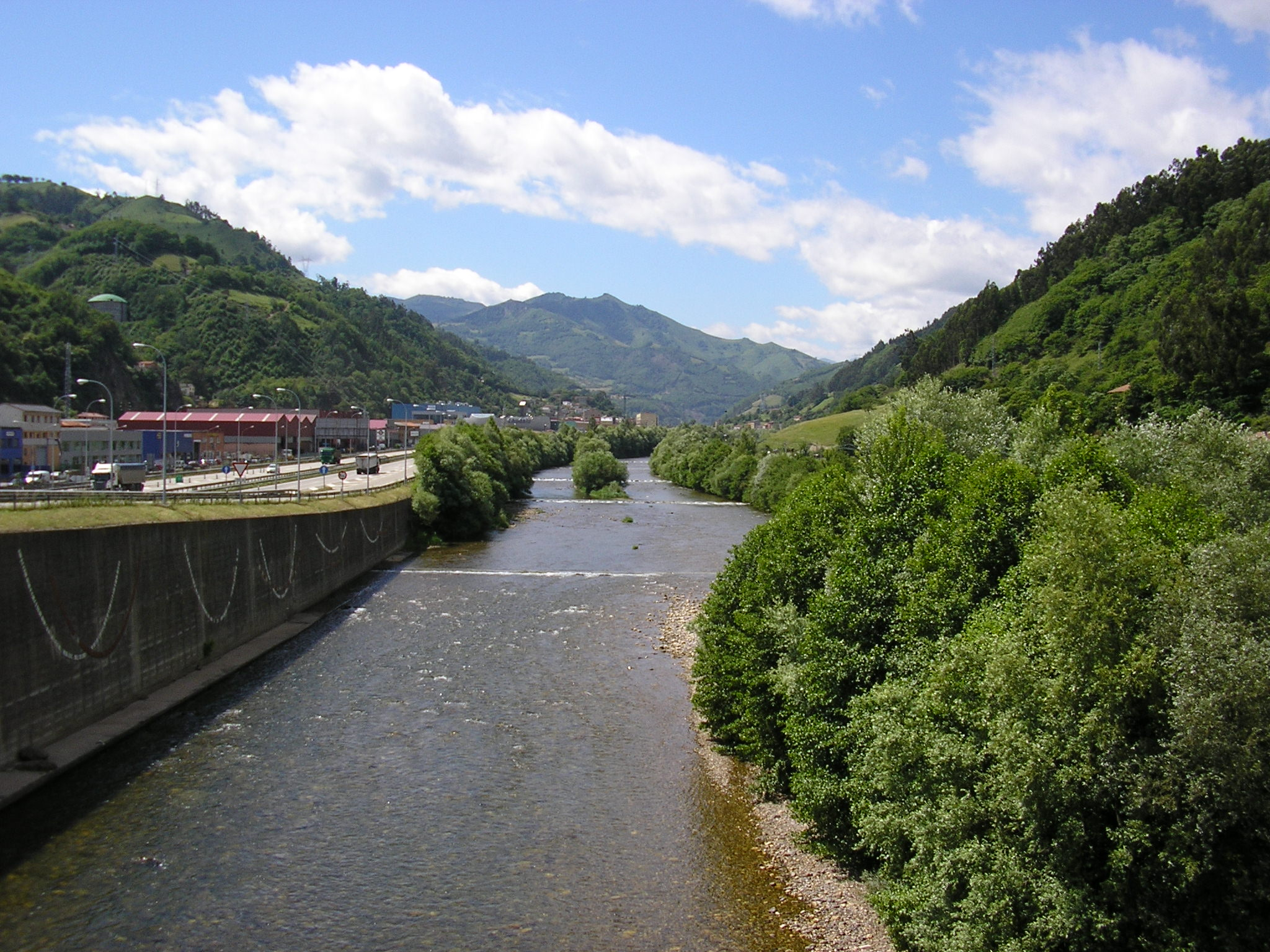
Der Fluss Caudal

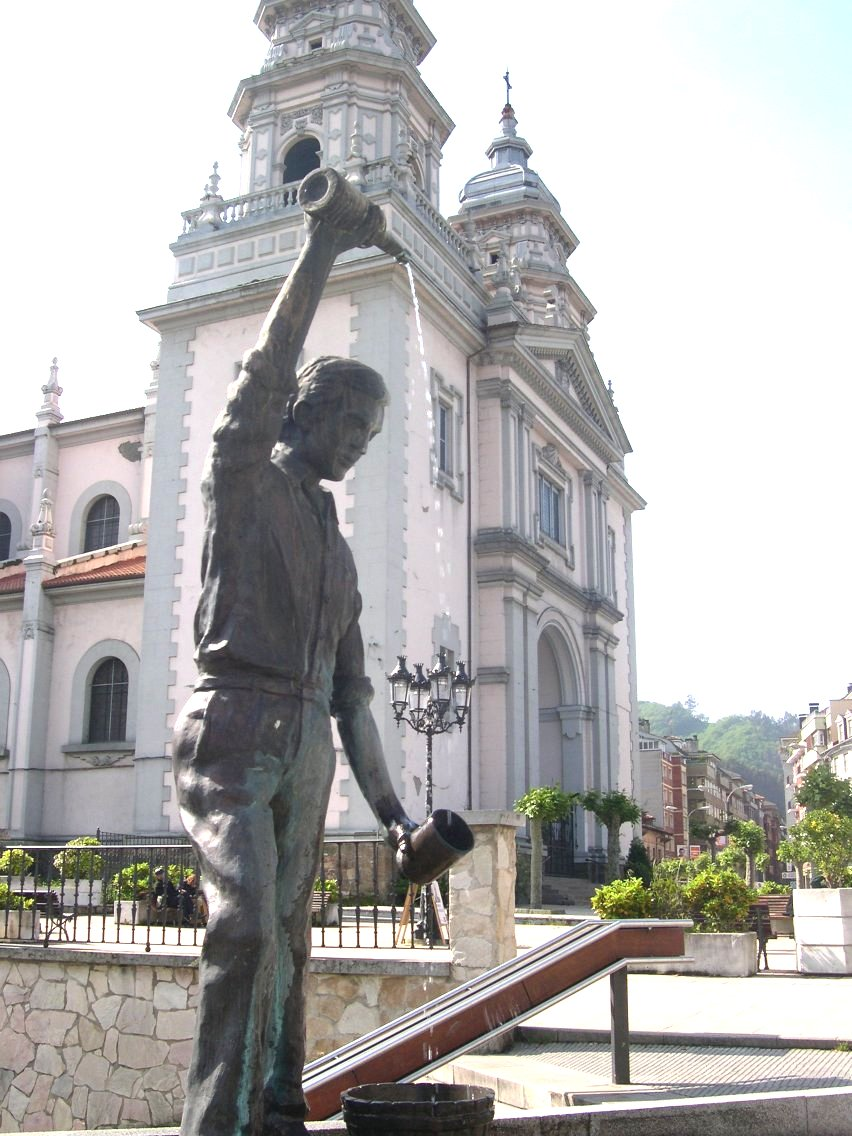
Plaza Requexu in Mieres mit Kirche San Juan al fondo

- Adauto Iglesias (1928–1991), Fußballspieler und -trainer
- Javier García Cuesta (* 1947), Handballspieler und -trainer
- Pedro Muñoz (* 1958), Radrennfahrer
- Juan Carlos Ablanedo (* 1963), Fußballtorwart
- Benjamín Noval (* 1979), Radrennfahrer

## Partnerstädte
- Karviná, Tschechien.
- San Miguel de Padrón, Kuba.
- Amgala, Westsahara.